# Aéroport de Bâmiyân
L'aéroport de Bâmiyân (code IATA : BIN, OACI : OABN) dessert la ville de Bâmiyân en Afghanistan. Il est situé dans la vallée de Bâmiyân à environ 2 kilomètres de la ville de Bâmiyân, à 120 km à l'ouest-nord-ouest de Kaboul et environ 195 kilomètres de la ville de Mazar-e-Charif.

## Situation
La piste de l'aéroport de Bâmiyân est située sur un plateau de la vallée le long des montagnes Hindu Kush. Tous les vols provenant de ou à destination de Bâmiyân doivent recevoir une autorisation préalable Prior Permission Request (PPR). Il ne dispose d'aucune infrastructure autre qu'une piste légèrement incurvée. En particulier, il n'y a ni service anti-incendie, ni bâtiment assurant l'accueil des passagers ou du fret ni service de douanes ou d'information météo.
Les pilotes sont en outre avertis de la présence d'éventuel trafic militaire sans communications VHF. Le décollage en piste 24 est à effectuer avec précaution, de préférence avec vent de face et en hiver, à cause de la présence de relief vers l'ouest. L'approche en piste 24 peut être rendu délicate par la présence de rabattants venant du nord ou du nord-ouest .

## Histoire
L'aéroport de Bâmiyân aurait connu deux accidents dans son histoire.
Le premier est survenu le 18 avril 1973 au de Havilland Canada DHC-6 Twin Otter 100 mis en œuvre par Bakhtar Afghan Airlines et immatriculé YA-GAT. On dénombre 4 victimes (dont deux membres d'équipage) parmi les 19 occupants de l'appareil qui s'est écrasé lors de la phase de décollage (14 passagers américains et canadiens) ,
Le 21 août 1997, un appareil de type Antonov An-32 à vocation militaire se serait écrasé à l'atterrissage à Bâmiyân après avoir effacé la piste. L'accident aurait provoqué la mort des 7 personnes présentes à bord dont un certain nombre de dirigeants de l'opposition afghane d'alors (anti-Taliban) .

## Situation
| \| 150 km1:10 281 000 \| Bagram Kaboul Kandahar Hérat Jalalabad Kunduz Mazar-e-Charif Bâmiyân Lashkar · Gah Shindand Chaghcharan Darwaz Faïzâbâd Farah Khôst Khwahan Razer Maïmana Qala i Naw Sheberghan Sheghnan Taloqan Tarin Kôt Zarandj Ghāzīābād Panjab |
| 150 km1:10 281 000 |

## Compagnies aériennes et destinations
- Néant